# 河濱縣

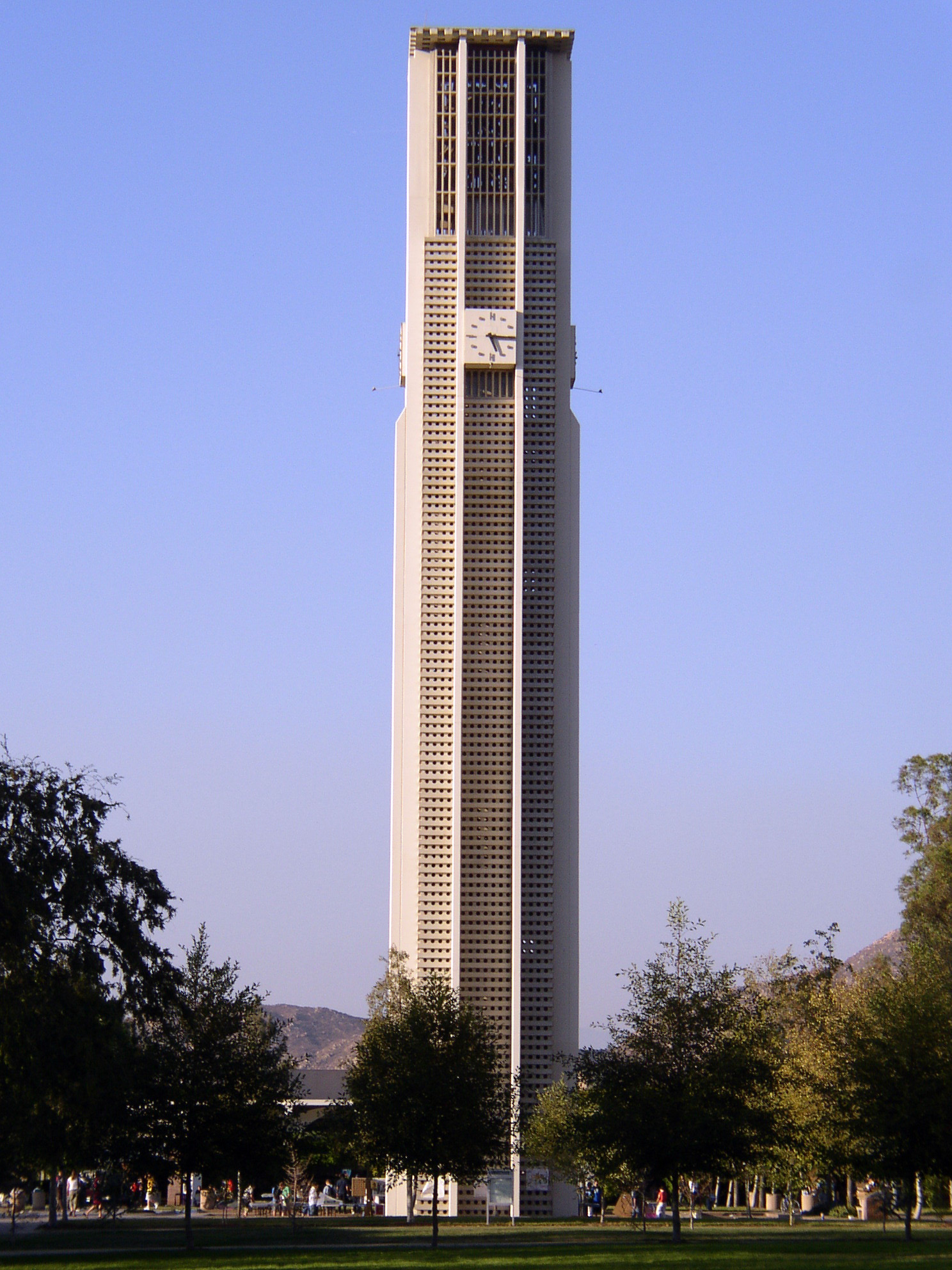
高161英尺，鐘琴數量為48的河濱縣美國加州大學鐘琴塔

里弗赛德县（英語：Riverside County，又译河邊县、里弗賽德县）是美国加利福尼亚州南部的一個縣，東鄰亞利桑那州，面積18,915平方公里。根據2020年美國人口普查數字，共有人口241萬8185人。縣治為里弗赛德。
河濱郡與隔鄰的聖貝納迪諾縣共同組成（Inland Empire，當地簡稱I.E.，華僑時稱「愛伊」），是一個位於南加州內陸地區、約有4百萬人口的都會區，也是南加第二大的都會區。

## 歷史
河濱縣成立於1893年5月9日，縣名來自位於聖塔安娜河畔的縣治里弗赛德，意為「河邊」。
居住於河濱縣一帶的原住民為路易塞尼奧人、卡班魯人和卡维拉人。於1850年，首批加州27個縣份成立。而河濱縣的領土原屬於洛杉矶县和聖地牙哥郡。於1853年，洛杉矶县東部獨立成為聖貝納迪諾縣。在1891年和1893年之間，一些新的郡於加州相繼成立。但河濱縣的成立還不能實現。1893年5月9日，經過多年的爭辯，河濱縣終於由聖貝納迪諾郡和聖地牙哥郡中獨立。
河濱縣是車道的發源地。而行車線的概念是由朱恩·麥卡羅爾博士於1915年向美國政府提出建議，並於同年於河濱縣作測試。河濱縣亦是民權運動於美國的一個重大的發聲點。

## 地理
根據美国人口普查局的統計，河濱縣總面積為7,303平方英里（18,910平方），其中有7,206平方英里（18,660平方），即98.69%為陸地；97平方英里（250平方），即1.3%為水域。
河滨縣的面積比新泽西州、康乃狄克州、特拉华州和羅德島州的總面積稍大。

### 毗邻县
- 帝國郡 – 東南
- 县 – 西
- 聖貝納迪諾縣 – 北
- 聖地牙哥郡 – 南
- 亞利桑那州 拉巴斯縣 – 東

### 國家保護區
- 克利夫兰国家森林（部份）
- 科切拉谷國家野生動物保護區（英语：Coachella Valley National Wildlife Refuge）
- 多什帕爾馬斯保留區（英语：Dos Palmas Preserve）
- 約書亞樹國家公園（部份）
- 圣贝纳迪诺国家森林（部份）
- 雪沙國家保護區（英语：Sand to Snow National Monument）（部份）
- 聖羅莎和聖哈辛托山國家紀念碑（英语：Santa Rosa and San Jacinto Mountains National Monument）

## 行政區劃
| 自治体（市/镇）                                    | 成立年份 | 区域                     | 人口（2018） |
| -------------------------------------------------- | -------- | ------------------------ | ------------ |
| 班寧（Banning）                                    | 1913     | 聖戈爾戈尼奧山口（中部） | 31,253       |
| 博蒙特（Beaumont）                                 | 1912     | 聖戈爾戈尼奧山口（中部） | 49,241       |
| 布萊斯（Blythe）                                   | 1916     | 帕洛弗德谷（东部）       | 19,959       |
| 卡利梅萨（Calimesa）                               | 1990     | 聖戈爾戈尼奧山口（中部） | 8,937        |
| 峽谷湖／坎宁蕾克（Canyon Lake）                    | 1990     | 因兰恩派尔地区（西南）   | 11,267       |
| 大教堂城／卡西德勒尔城（Cathedral City）           | 1981     | 科切拉谷（东部）         | 54,902       |
| 科切拉（Coachella）                                | 1946     | 科切拉谷（东部）         | 45,839       |
| （Corona）                                         | 1896     | 因兰恩派尔地区（西北）   | 168,819      |
| 沙漠溫泉／迪澤特郝特斯普林斯（Desert Hot Springs） | 1963     | 科切拉谷（东部）         | 28,885       |
| （Eastvale）                                       | 2010     | 因兰恩派尔地区（西北）   | 64,822       |
| 赫米特（Hemet）                                    | 1910     | 聖哈辛托谷（中部）       | 85,275       |
| 印第安維爾斯（Indian Wells）                       | 1967     | 科切拉谷（东部）         | 5,440        |
| 印第奧（Indio）                                    | 1930     | 科切拉谷（东部）         | 91,240       |
| 朱鲁帕谷（Jurupa Valley）                          | 2011     | 因兰恩派尔地区（西北）   | 108,393      |
| 埃尔西诺湖（Lake Elsinore）                        | 1888     | 因兰恩派尔地区（西南）   | 68,183       |
| 拉金塔（La Quinta）                                | 1982     | 科切拉谷（东部）         | 41,535       |
| 門尼菲（Menifee）                                  | 2008     | 因兰恩派尔地区（西南）   | 92,595       |
| 莫雷諾谷（Moreno Valley）                          | 1984     | 因兰恩派尔地区（西南）   | 209,050      |
| 穆列塔（Murrieta）                                 | 1991     | 因兰恩派尔地区（西南）   | 114,985      |
| 諾科（Norco）                                      | 1964     | 因兰恩派尔地区（西北）   | 26,610       |
| （Palm Desert）                                    | 1973     | 科切拉谷（东部）         | 53,185       |
| 棕櫚泉／帕姆斯普林斯（Palm Springs）               | 1938     | 科切拉谷（东部）         | 48,375       |
| 佩里斯（Perris）                                   | 1911     | 因兰恩派尔地区（西南）   | 79,133       |
| （Rancho Mirage）                                  | 1973     | 科切拉谷（东部）         | 18,336       |
| （Riverside）                                      | 1883     | 因兰恩派尔地区（西北）   | 330,063      |
| 聖哈辛托（San Jacinto）                            | 1888     | 聖哈辛托谷（中部）       | 48,867       |
| 特曼庫拉（Temecula）                               | 1989     | 因兰恩派尔地区（西南）   | 114,742      |
| 怀尔多马（Wildomar）                               | 2008     | 因兰恩派尔地区（西南）   | 37,280       |

## 人口
| 调查年 | 人口      | 备注 | %±    |
| ------ | --------- | ---- | ----- |
| 1900   | 17,897    |      | —     |
| 1910   | 34,696    |      | 93.9% |
| 1920   | 50,297    |      | 45.0% |
| 1930   | 81,024    |      | 61.1% |
| 1940   | 105,524   |      | 30.2% |
| 1950   | 170,046   |      | 61.1% |
| 1960   | 306,191   |      | 80.1% |
| 1970   | 459,074   |      | 49.9% |
| 1980   | 663,166   |      | 44.5% |
| 1990   | 1,170,413 |      | 76.5% |
| 2000   | 1,545,387 |      | 32.0% |
| 2010   | 2,189,641 |      | 41.7% |

### 2010年
根據2010年人口普查，河濱縣擁有2,189,641居民。河濱縣的人口是由1,335,147（61.0%）白人、140,543（6.4%）黑人、23,710（1.1%）原住民、130,468（6.0%）亞裔（2.3%菲裔、0.8%華人、0.7% 越裔、0.6%韓裔、0.5%印度裔、0.2%日裔、0.1% 柬裔、0.1%寮國人、0.1%巴基斯坦裔）、6,874（0.3%）太平洋岛民、448,235（20.5%）其他種族和104,664（4.8%）混血构成。聖貝納迪諾縣總共擁有995,257（45.5%）西班牙裔和拉丁美洲人。

### 2000年
根據2000年人口普查，河濱縣擁有1,545,387居民、506,218住戶和372,576家庭。。其人口密度為每平方英里214居民（每平方公里83居民）。河濱縣擁有584,674間房屋单位，其密度為每平方英里81間（每平方公里31間）。河濱縣的人口是由65.6%白人、6.2%黑人、1.2%土著、3.7%亞洲人、0.3%太平洋岛民、18.7%其他種族和4.4%混血构成。而西班牙裔或拉丁美洲人佔了人口36.2%。而在65.6%白人當中，有9.2%為德國人、6.9%英國人和6.1%愛爾蘭人。於1,545,387居民當中，有67.2%母語為英语和27.7%為西班牙語。
在506,218住户中，有38.90%擁有一個或以上的兒童（18歲以下）、56.5%為夫妻、12.0%為單親家庭、而有26.4%為非家庭。其中20.7%住户為獨居，9.3%為同居長者。平均每戶有3.0人，而平均每個家庭則有3.5人。在1,545,387居民中，有30.3%為18歲以下、9.2%為18至24歲、28.9%為25至44歲、18.9%為45至64歲以及12.7%為65歲以上。人口的年齡中位數為33歲，而每100個女性就有99.1個男性。而每100個成年女性（18歲以上）就有96.8個成年男性。
河濱縣的住戶收入中位數為$42,887，而家庭收入中位數則為$48,409。男性的收入中位數為$38,639，而女性的收入中位數則為$28,032。河濱縣的人均收入為$18,689。約10.7%家庭和14.2%人口在貧窮線以下。